# Gerhard Twins
Gerhard Twins är en kuplett från 1932 skriven av Karl Gerhard. 
Zarah Leander och Karl Gerhard sjöng kupletten 1932 på Vasateatern klädda i likadana kläder.
Lars-Erik Berenett och Evabritt Strandberg gjorde en cover till skivan Zarah.